# Europeiska centralbankssystemet
Europeiska centralbankssystemet (ECBS) består av Europeiska centralbanken och de nationella centralbankerna inom Europeiska unionen, inklusive de medlemsstater som inte har euron som valuta. ECBS bildades den 1 januari 1999 i samband med införandet av euron. Centralbankssystemet syftar till att stärka samarbetet mellan de nationella centralbankerna och underlätta samordningen av den monetära politiken.
Europeiska centralbanken och de nationella centralbankerna inom euroområdet utgör tillsammans Eurosystemet, som ansvarar för den monetära politiken inom euroområdet.

## Nationella centralbanker
| Medlemsstat   | Centralbank                   | Valuta |
| ------------- | ----------------------------- | ------ |
| Belgien       | Belgiens nationalbank         | euro   |
| Bulgarien     | Bulgariens centralbank        | lev    |
| Cypern        | Central Bank of Cyprus        | euro   |
| Danmark       | Danmarks Nationalbank         | krona  |
| Estland       | Eesti Pank                    | euro   |
| Finland       | Finlands Bank                 | euro   |
| Frankrike     | Banque de France              | euro   |
| Grekland      | Bank of Greece                | euro   |
| Irland        | Central Bank of Ireland       | euro   |
| Italien       | Banca d'Italia                | euro   |
| Kroatien      | Hrvatska narodna banka        | euro   |
| Lettland      | Lettlands bank                | euro   |
| Litauen       | Lietuvos bankas               | euro   |
| Luxemburg     | Banque centrale du Luxembourg | euro   |
| Malta         | Bank Ċentrali ta' Malta       | euro   |
| Nederländerna | De Nederlandsche Bank         | euro   |
| Polen         | Narodowy Bank Polski          | złoty  |
| Portugal      | Banco de Portugal             | euro   |
| Rumänien      | Banca Naţională a României    | leu    |
| Slovakien     | Národná banka Slovenska       | euro   |
| Slovenien     | Banka Slovenije               | euro   |
| Spanien       | Banco de España               | euro   |
| Sverige       | Sveriges riksbank             | krona  |
| Tjeckien      | Česká národní banka           | krona  |
| Tyskland      | Deutsche Bundesbank           | euro   |
| Ungern        | Magyar Nemzeti Bank           | forint |
| Österrike     | Oesterreichische Nationalbank | euro   |